# 波容日峰
波容日（Porong Ri，又译勃隆利）是喜马拉雅山朗塘地区的一座山峰，海拔7,292米（23,924英尺）是世界第86高峰。该山峰位于中国西藏，距尼泊尔边境东北约一公里。
1982年，一支日本探险队首次攀登波容日峰。 